# Vix pervenit
Vix pervenit (latim: "Quase não chegou") é uma encíclica promulgada pelo Papa Bento XIV em 1 de novembro de 1945, a qual condenou como pecado de usura a prática de cobrar juros sobre empréstimos. Uma vez que a encíclica foi endereçada unicamente aos bispos da Itália, é geralmente considerada com não sendo ex cathedra. O Santo Ofício ampliou o alcance do documento, se o fazendo seguir em todo o mundo católico no dia 29 de julho de 1836, durante o reinado do Papa Gregório XVI.
A encíclica foi responsável por codificar o ensinamento da igreja quanto à usura, que datava dos primeiros concílios ecumênicos. 